# Grave

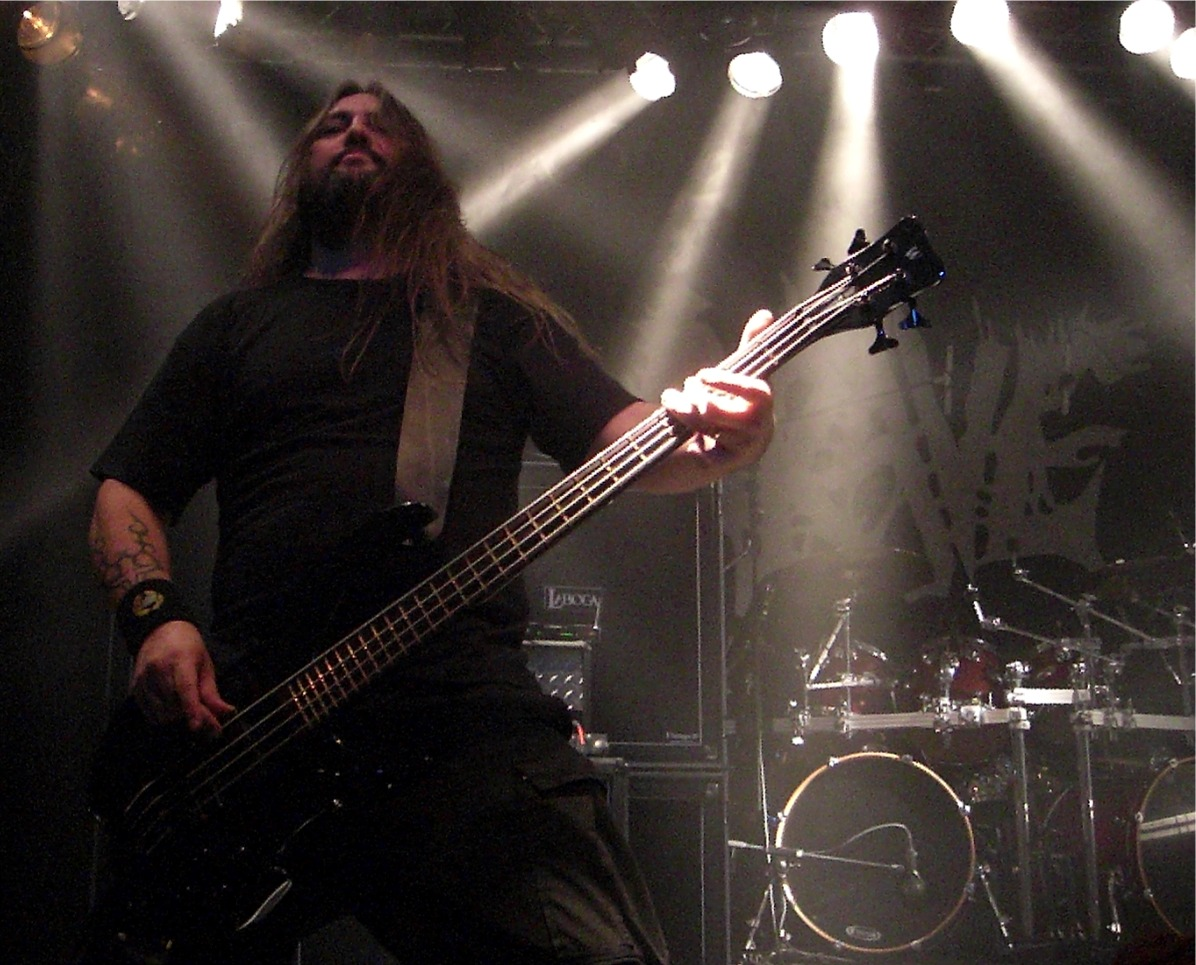
Фредрік Ісакссон, колишній басист (2008)

Grave — шведський дез-метал гурт, створений у 1986 році.
Гурт заснував Ола Ліндгрен (вокал, гітара), який є єдиним постійним учасником гурту.
Гурт Grave мав особливий успіх на початку 1990-х років, і їхні перші чотири альбоми, Into the Grave, You'll Never See..., Soulless і Hating Life, зміцнили їхню репутацію, як одного з найкращих дез-метал гуртів Швеції.
У 1997 році Grave зробили перерву, але через два роки знову зібралися. Відтоді вони випустили ще сім альбомів, а загалом гурт випустив одинадцять студійних альбомів. Гурти Grave, Dismember, Entombed, Unleashed називають «великою четвіркою» шведського дез-металу.

## Історія

### Початок кар'єри (1986–1993)
Гурт розпочинав свою діяльність у 1986 році під назвою Corpse і змінив назву на Grave у 1988 році.
З 1986 по 1989 рік гурт Grave робив лише демо-записи. У 1989 та 1991 році гурт також зробив два промо-записи.
Їхній дебютний повноформатний альбом Into the Grave вийшов у 1991 році. Після релізу, гурт вирушив у тур на підтримку альбому по Європі та Америці.
У 1992 році гурт випустив свій другий альбом You'll Never See..., у стилі дез-метал, як і дебютний альбом.
Басист Йонас Торндаль покинув гурт через його нелюбов до гастролей. Після невдалих спроб знайти заміну, гурт вирішив стати тріо, а гітарист Йорген Сандстрем перейшов на бас. Після цього відбувся європейський тур разом з гуртом Dismember та з хедлайнером туру, гуртом Morbid Angel.

### 1994–2003 роки
Третій альбом гурту, Soulless, 1994 року, продемонстрував дещо інший змішаний стиль: індастріал-рок, експериментальний рок, дез-метал.
Сандстрем пішов у 1996 році, а Ліндгрен взяв на себе обов'язки вокаліста на їх четвертому альбомі Hating Life. Цей альбом виконаний у стилі, започаткованому в попередньому альбомі Soulless. Після релізу, гурт вирушив у тур на підтримку альбому по Європі та Америці. Результатом якого став концертний альбом Extremely Rotten Live.
Гурт розпався у 1997 році. У 1999 році гурт возз'єднався, почалися репетиції; тим не менш, справи йшли повільно.
Зрештою гурт здійснив розігріваючий європейський тур та випустив п'ятий альбом, Back from the Grave, у 2002 році. Цей альбом був поверненням до стилю, представленого на їхньому другому альбомі, You'll Never See..., з мінімальним впливом третього альбому, Soulless. Бонусом до альбому був компакт-диск із трьома демо-записами.

### 2004–2007 роки
У 2004 році гурт залишив барабанщик Полссон, його замінив барабанщик гурту Coercion, Пелле Екегрен. В цьому ж році гурт випустив альбом Fiendish Regression. Цей альбом продемонстрував більш агресивні та загалом дещо швидші пісні. Далі відбувся тур по Європі разом з канадським гуртом Cryptopsy.
У 2006 році вийшов альбом As Rapture Comes, який ще більше підвищив загальну швидкість і агресивність музики гурту. Альбом містить трек «Them Bones» — кавер на однойменну пісню гурту Alice in Chains. На підтримку альбому, гурт Grave здійснив тур по США і Канаді разом з гуртами Dismember, Vital Remains, Demiricous і Withered. У листопаді 2006 року вони гастролювали по Європі в рамках туру Masters of Death з гуртами Unleashed, Dismember, Entombed і Exterminator. У вересні Grave вирушили в європейський тур, у турі брав участь гурт Nile, який виступав на підтримку власного альбому Ithyphallic.

### 2008–наш час
У 2008 році гурт випустив свій восьмий повноформатним студійний альбом, Dominion VIII. Стилістично він повертався до дез-металу старої школи.
Наступний альбом, Burial Ground, продовжив той же стиль.
У 2010 році Фредрік Ісакссон залишив склад і його замінив Тобіас Крістіанссон з гурту Dismember.
У липні 2011 року було повідомлено, що восени Grave розпочне запис свого десятого альбому, який вийде у 2012 році. Альбом був випущений під назвою Endless Procession of Souls, 27 серпня 2012 року в Європі та наступного дня в Північній Америці.
Grave випустили свій одинадцятий студійний альбом Out of Respect for the Dead у жовтні 2015 року. 4 вересня гурт оприлюднив обкладинку альбому, яку створив Костін Кьореану (Costin Chioreanu).
1 грудня 2017 року Grave оголосили про розрив зі своїм барабанщиком Ронні Бергерштолем, який пропрацював одинадцять років; через шість місяців гурт найняв Томаса Лагрена на заміну.
Гурт працював над новим альбомом.
У листопаді 2022 року Тобіас Крістіанссон і Міка Лагрен залишили гурт. Концерти гурту були скасовані на невизначений термін.

## Дискографія

### Демо, промо
- Black Dawn (Demo, 1986)
- Sick Disgust Eternal (Demo, 1988)
- Anatomia Corporis Humani (Demo, 1989)
- Painful Death (Demo, 1989)
- Sexual Mutilation (Demo, 1989)
- Promo 1989 (1989)
- Promo 91 (1991)

### Альбоми
- Into the Grave (1991)
- You'll Never See… (1992)
- Soulless (1994)
- Hating Life (1996)
- Back from the Grave (2002)
- Fiendish Regression (2004)
- As Rapture Comes (2006)
- Dominion VIII (2008)
- Burial Ground (2010)
- Endless Procession of Souls (2012)
- Out of Respect for the Dead (2015)

### Міні-альбоми та сингли
- Tremendous Pain (1991)
- ...And Here I Die... Satisfied (1993)
- Morbid Ascent (2013)

### Живі альбоми
- Extremely Rotten Live (1997)

### Коробкові набори
- Morbid Ways to Die (2003)

### DVD-диски
- Enraptured (2006)

## Учасники гурту
Джерело

### Поточні учасники

Grave, наживо, на Metal Frenzy, у Гарделегені, 2018 рік
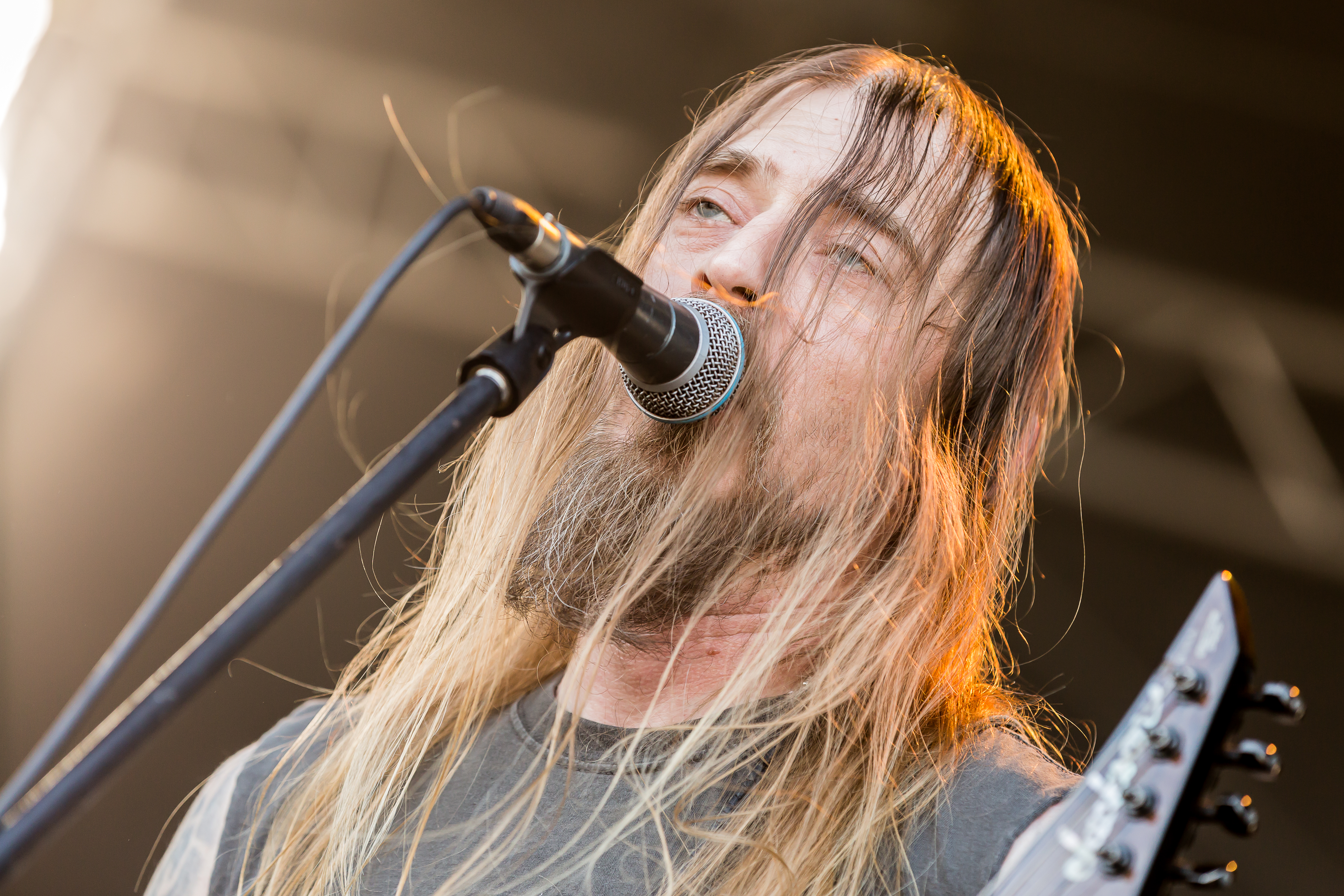
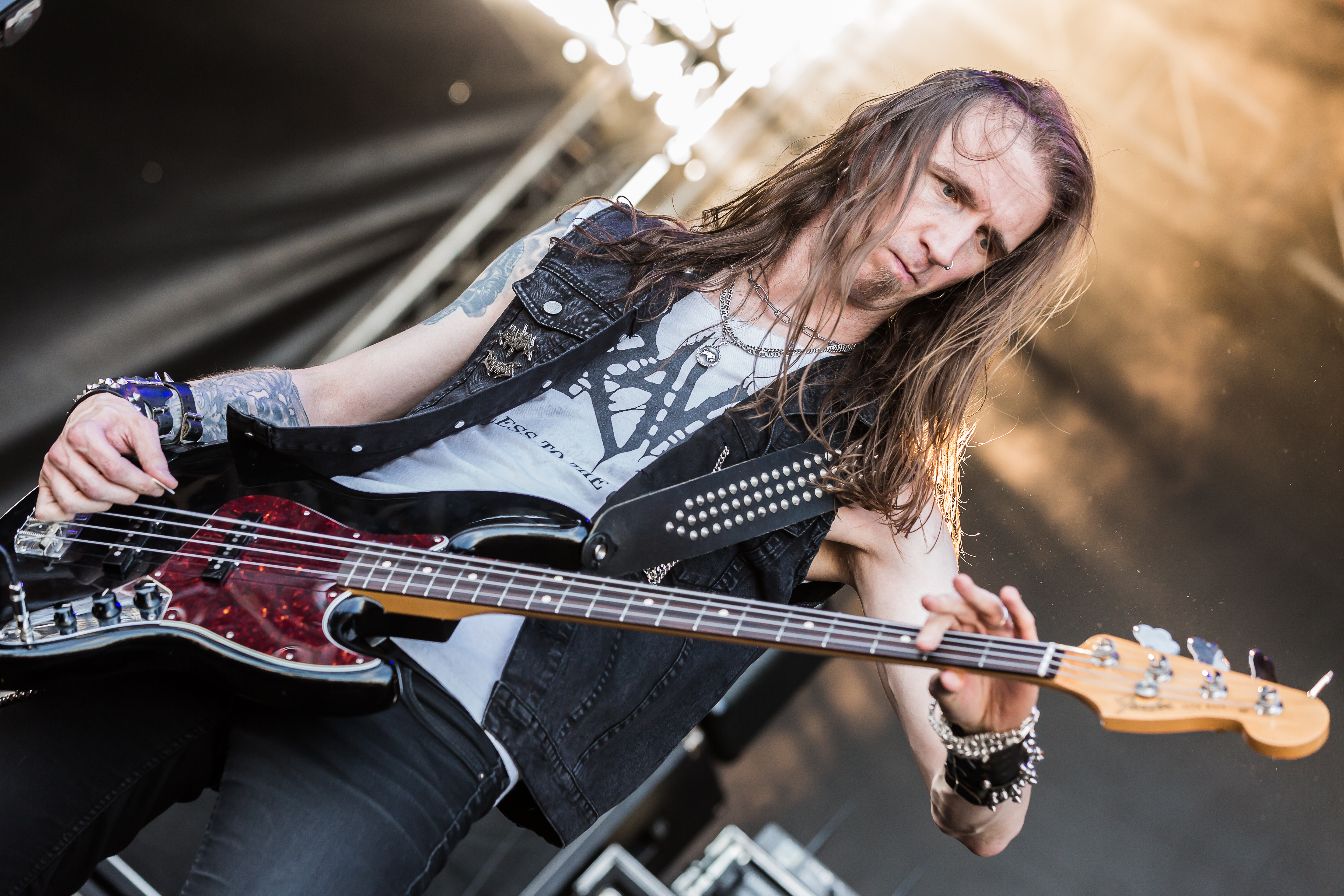
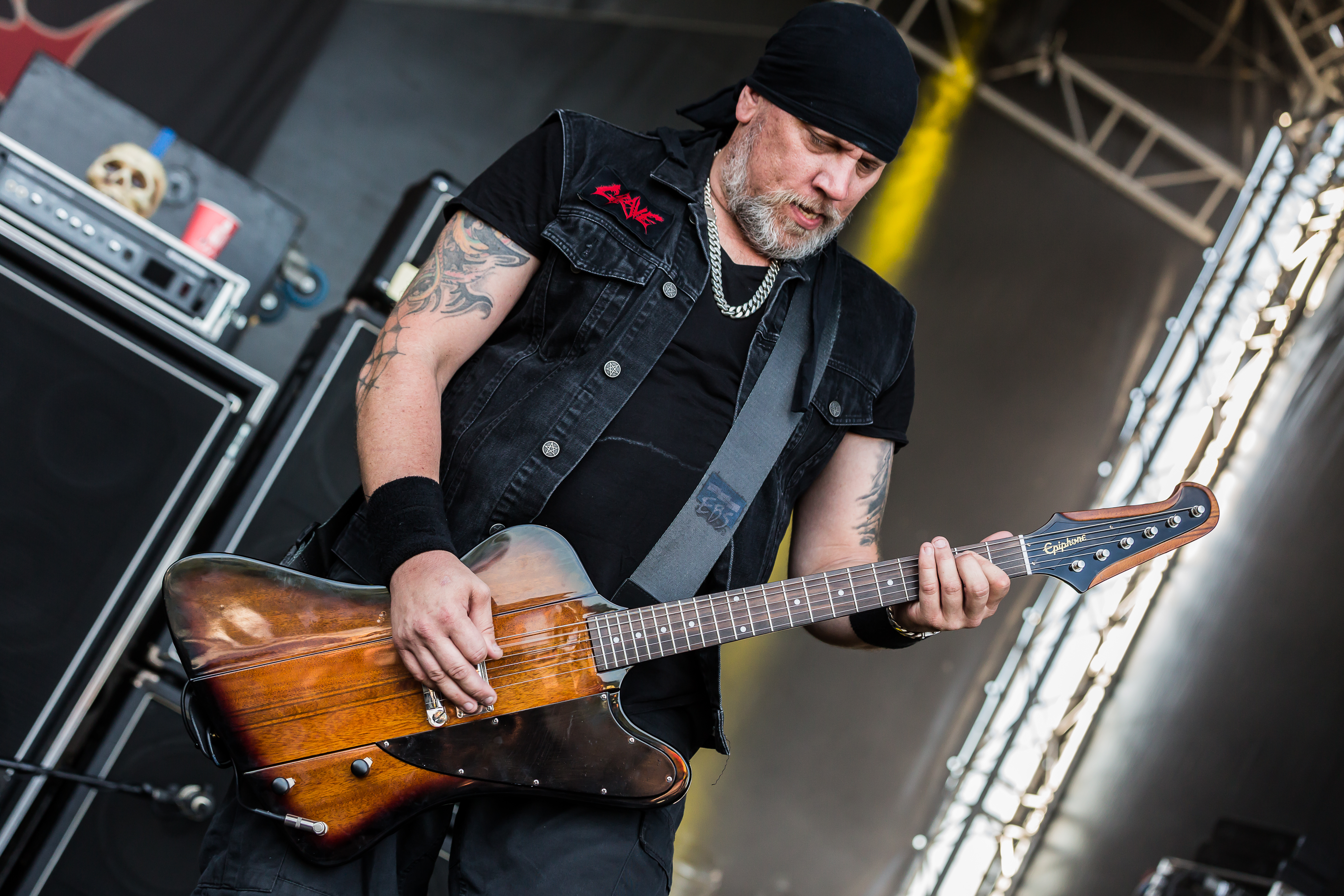
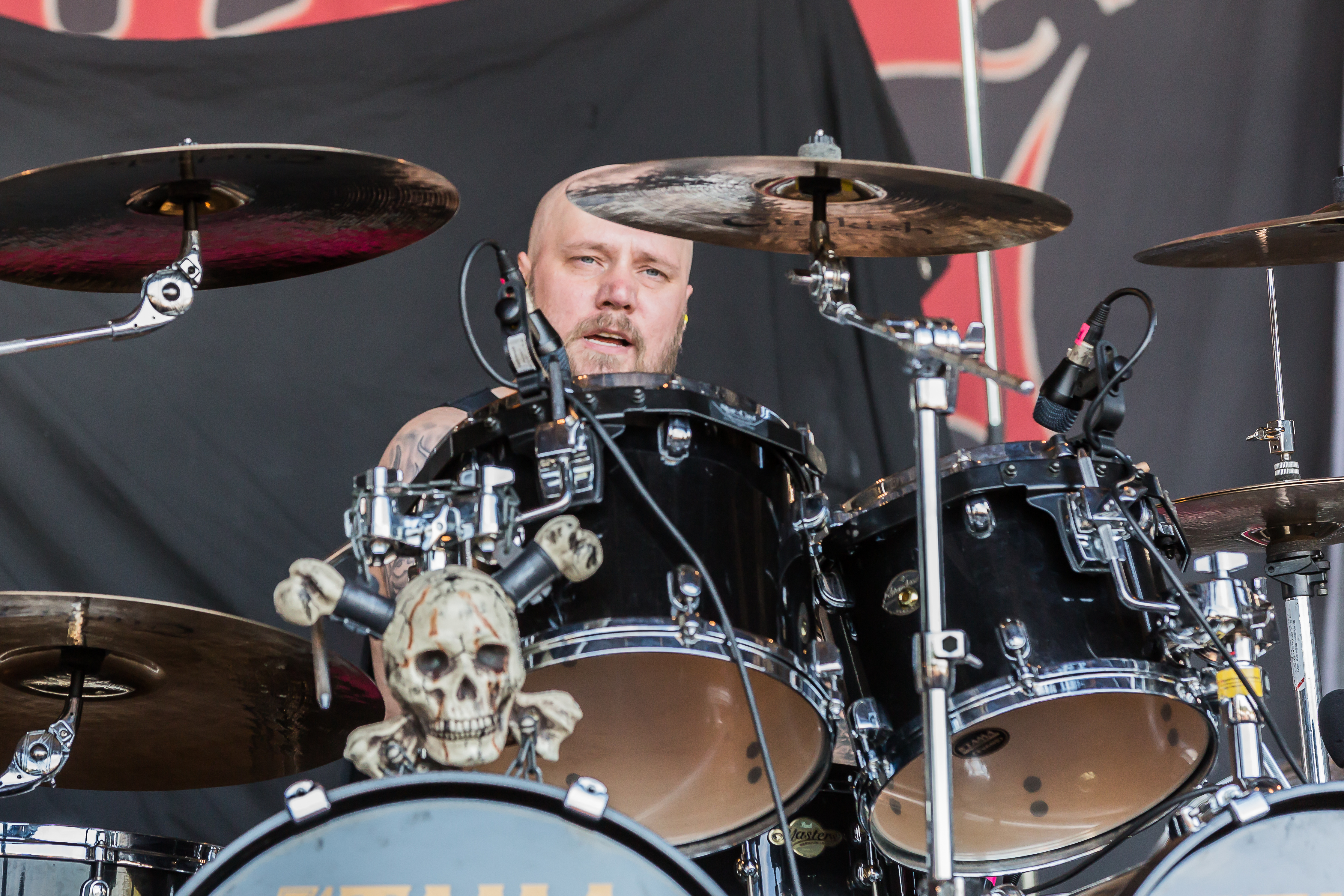

- Ола Ліндгрен (Ola Lindgren) — головний вокал (1995–1996, 2001–наш час), ритм-гітара (1992–1996, 2001–наш час), соло-гітара (1986–1996), бас (1986–1989, 1995–1996), бек-вокал (1986) –1995)
- Томас Лагрен (Tomas Lagrén) — ударні (2018—наш час)

### Колишні учасники
- Магнус Мартінссон (Magnus Martinsson) — соло-гітара (2008–2011)
- Йонас Торндаль (Jonas Torndal) — бас (1989–1992, 1996), соло-гітара (2001–2007)
- Йорген Сандстрем (Jörgen Sandström) — вокал (1986–1995), ритм-гітара (1986–1992), бас (1992–1995)
- Фредрік «Фредда» Ісакссон (Fredrik "Fredda" Isaksson) — бас, бек-вокал (2001–2010)
- Єнс «Йенса» Полссон (Jens "Jensa" Paulsson) — ударні (1986–1996, 2001–2002)
- Пелле Екегрен (Pelle Eckegren) — ударні (2002–2006)
- Ронні Бергерстол (Ronnie Bergerståhl) — ударні (2006–2017)
- Тобіас Крістіанссон (Tobias Cristiansson) — бас, бек-вокал (2010–2024)
- Міка Лагрен (Mika Lagrén) — соло-гітара (2011–2024)